# I'm Only Dancing (The Soul Tour 74)
I'm Only Dancing (The Soul Tour 74) es un álbum en vivo por el músico británico David Bowie. Tuvo un lanzamiento limitado el 29 de agosto de 2020 para el Record Store Day como un doble LP y un doble CD. Fue grabado en la segunda etapa de la gira de Diamond Dogs en 1974, la cual es conocida como "the Soul Tour" debido a su influencia en el material inédito que Bowie había comenzado a grabar para Young Americans.

## Grabación
La mayoría del repertorio del álbum fue grabado el 20 de octubre de 1974 en el Michigan Building en Detroit, Michigan, mientras tres canciones, incluyendo «Knock on Wood» y los medleys «Footstompin'» / «I Wish I Could Shimmy Like My Sister Kate» / "Footstompin'» y «Diamond Dogs» / «It's Only Rock 'n' Roll (But I Like It)» / «Diamond Dogs» fueron grabadas el 30 de noviembre de 1974 en el Municipal Auditorium en Nashville, Tennessee.

## Lista de canciones
| Disco uno |                                            |          |  |
| N.º       | Título                                     | Duración |  |
| 1.        | «Introduction – Memory of a Free Festival» | 0:30     |  |
| 2.        | «Rebel Rebel»                              | 2:46     |  |
| 3.        | «John, I'm Only Dancing (Again)»           | 6:33     |  |
| 4.        | «Sorrow»                                   | 3:11     |  |
| 5.        | «Changes»                                  | 3:27     |  |
| 6.        | «1984»                                     | 2:50     |  |
| 7.        | «Moonage Daydream»                         | 5:03     |  |
| 8.        | «Rock 'n' Roll with Me»                    | 5:04     |  |
| 9.        | «Love Me Do / The Jean Genie»              | 6:32     |  |
| 10.       | «Young Americans»                          | 4:45     |  |

| Disco dos |                                                                           |          |  |
| N.º       | Título                                                                    | Duración |  |
| 1.        | «Can You Hear Me?»                                                        | 5:54     |  |
| 2.        | «It's Gonna Be Me»                                                        | 6:52     |  |
| 3.        | «Somebody Up There Likes Me»                                              | 5:31     |  |
| 4.        | «Suffragette City»                                                        | 3:49     |  |
| 5.        | «Rock 'n' Roll Suicide»                                                   | 5:54     |  |
| 6.        | «Panic in Detroit»                                                        | 4:28     |  |
| 7.        | «Knock on Wood»                                                           | 2:57     |  |
| 8.        | «Footstompin' / I Wish I Could Shimmy Like My Sister Kate / Footstompin'» | 3:08     |  |
| 9.        | «Diamond Dogs / It's Only Rock 'n' Roll (But I Like It) / Diamond Dogs»   | 6:56     |  |

## Créditos
Créditos adaptados desde las notas del álbum.
- David Bowie – voz principal y coros, guitarra acústica, armónica
- Mike Garson – piano
- Earl Slick – guitarra líder
- Carlos Alomar – guitarra rítmica
- Amir Ksasan – bajo eléctrico
- Dennis Davis – batería
- Pablo Rosario – percusión
- David Sanborn – saxofón alto, flauta
- Luther Vandross, Robin Clark, Ava Cherry – coros

## Posicionamiento
| Gráficas (2020)                                   | Pico de posición |
| ------------------------------------------------- | ---------------- |
| Reino Unido (UK Albums Chart)                     | 18               |
| Estados Unidos (Billboard 200)                    | 104              |
| Estados Unidos (Billboard Top Alternative Albums) | 12               |
| Estados Unidos (Billboard Top Rock Albums)        | 16               |